# Ratpenat del Mbam Minkom
El ratpenat del Mbam Minkom (Pseudoromicia mbamminkom) és una espècie de ratpenat de la família dels vespertiliònids. És endèmic del Camerun, on viu a altituds properes a 800 msnm. Es tracta d'un representant força gros del gènere Pseudoromicia. Té el musell i les ales de color marró fosc. Fou anomenat en referència al mont Mbam Minkom, la montínsula de gneis on se'n descobrí l'holotip.